# Myrmekiaphila comstocki
Myrmekiaphila comstocki là một loài nhện trong họ Euctenizidae. Loài này phân bố ở Hoa Kỳ.